# Joanna Wasilewska
Joanna Wasilewska (ur. 2 października 1969 w Ciechanowie) – polska historyczka sztuki i muzealniczka. Dr nauk humanistycznych w dziedzinie nauk o sztuce. Od 2014 dyrektorka Muzeum Azji i Pacyfiku w Warszawie (2013-2014 p.o. dyrektora).

## Życiorys
W 1993 roku ukończyła historię sztuki na Uniwersytecie Warszawskim, a w 2005 roku obroniła na Uniwersytecie Mikołaja Kopernika w Toruniu rozprawę doktorską zatytułowaną Daleki Wschód w sztuce jezuitów polskich XVII-XVIII w., pod kierunkiem prof. Jerzego Malinowskiego. 
W 2006 r. była wśród członków założycieli Polskiego Stowarzyszenia Sztuki Orientu, które w 2011 r. przekształciło się w Polski Instytut Studiów nad Sztuką Świata. Do 2015 r. pełniła funkcję wiceprezesa tej organizacji. W ramach prac Instytutu uczestniczyła m.in. w komitetach organizacyjnych 11 konferencji naukowych, ogólnopolskich i międzynarodowych. 
Od 2014 r. wykłada w Zakładzie Studiów Azjatyckich Uniwersytetu SWPS. W latach 2018/2019 i 2019/2020 wykładała w Instytucie Bliskiego i Dalekiego Wschodu na Uniwersytecie Jagiellońskim.
Od 2021 r. członkini Komisji Badań Azjatyckich Komitetu Badań Etnologicznych PAN. 

## Ważniejsze publikacje

### Monografie
- J. Dobkowska, J. Wasilewska, W cieniu koronkowej parasolki. O modzie i obyczajach w XIX wieku, Arkady, Warszawa 2016
- J. Wasilewska-Dobkowska, Pióropusze i turbany. Wizerunek mieszkańców Azji w sztuce jezuitów polskich XVII-XVIII wieku, Wydawnictwo Neriton, Warszawa 2006
- J. Wasilewska-Dobkowska, L. Wilkowa, Olgierd Truszyński. Monografia, Centrum Rzeźby Polskiej, Orońsko 1998

### Redakcja książek
- M. Furmanik-Kowalska, J. Wasilewska (red.), Strój – zwierciadło kultury, Polski Instytut Studiów nad Sztuką Świata – Wydawnictwo Tako, Toruń 2014
- J. Wasilewska (ed.). Poland – China. Art and Cultural Heritage, Jagiellonian University Publishing, Kraków 2011
- J. Wasilewska (red.), Sztuka Chin, Wydawnictwo Neriton, Warszawa 2009
- J. Malinowski, J. Wasilewska (red.), Sztuka Orientu, t. I serii Studia nad sztuką Azji, Wydawnictwo Adam Marszałek, Toruń 2008

Ważniejsze artykuły
- J. Wasilewska, Marynarz, dyplomata, kolekcjoner – Andrzej Wawrzyniak 1931-2020, Muzealnictwo 2021 (62), s. 53-57

- J. Wasilewska, Z bazarów na salony. Strój jako pamiątka z podróży, [w:] Kulturowa historia podróżowania, red. J. Dziewit, M. Pacukiewicz, A. Pisarek, Wydawnictwo UŚ, Katowice 2020, s. 105-122
- J. Wasilewska, Trzej polscy artyści w Chinach w latach 50. XX wieku, Techne. Seria Nowa, nr 3 (2019), s. 139-152
- J. Wasilewska, Spór o nową definicję muzeum na konferencji generalnej ICOM w Kioto, Zbiór Wiadomości do Antropologii Muzealnej, nr 6/2019, s. 175-180
- J. Wasilewska, „Nie ma nic piękniejszego niż kobieta w ao dai”. Wietnamski strój kobiecy jako nośnik idei modernizacji i tradycji, w: Ciało, strój, biżuteria, w kontekście przemian kulturowych, społecznych i politycznych drugiej połowy XX wieku, t. III, pod red. Ewy Letkiewicz, Wydawnictwo UMCS, Lublin 2019, s. 281-303
- J. Wasilewska, Bolan yu Zhongguo zhijian de meishu jiaoliu [Wymiana artystyczna pomiędzy polską a Chinami], [w:] J. Malinowski [red.], Bolan meishu tongshi [Historia sztuki polskiej], Shanghai Jinxiu Wenzhang, Instytut Adama Mickiewicza, Polski Instytut Studiów nad Sztuką Świata, Shanghai 2016, przeł. Mao Yinhui, s. 678-691
- J. Wasilewska, Ubiory w kolekcji Muzeum Azji i Pacyfiku, [w:] Sztuka stroju, strój w sztuce, pod red. M. Furmanik-Kowalskiej i A. Straszewskiej, Polski Instytut Studiów nad Sztuką Świata – Wydawnictwo Tako, Toruń 2016, s. 353-363
- J. Wasilewska, T. Madej, Pamiątka z podróży na Wschód jako przedmiot muzealnej interpretacji, Turystyka i Rekreacja 2/2014, s. 132-138
- J. Wasilewska, Hidden Treasures: Golden Thread Tapises from Sumatra in the Collection of the Asia and Pacific Museum in Warsaw, [in:] South-East Asia. Studies in Art, Cultural Heritage and Artistic Relations with Europe, ed. by I. Kopania, PISnŚ & Wydawnictwo Tako, Warszawa – Toruń 2012, s. 193-200
- J. Wasilewska, T. Madej, Pamiątka z podróży na Wschód. Między kolekcją a światem ludzkich emocji, Etnografia Nowa 04/2012, s. 200-203
- J. Wasilewska, Andrzej Nusantara Wawrzyniak and his Indonesian collection at the Asia and Pacific Museum in Warsaw, Aziatische Kunst, vol. 41, nr 4, December 2011, s. 16-25
- J. Wasilewska, Aleksander Kobzdej w Chinach – spojrzenie polskiego artysty w latach 50. XX wieku, [w:] Sztuka Chin, pod red. J. Wasilewskiej, Wydawnictwo Neriton, Warszawa 2009, s. 67-73
- J. Wasilewska-Dobkowska, Indonesian Art in The Asia and Pacific Museum, Warsaw, Poland, Arts of Asia 2007, July-August (vol. 37, nr 4), s. 139-146
- J. Wasilewska-Dobkowska,  Ubiory chińskie z kolekcji Muzeum Azji i Pacyfiku w Warszawie, Muzealnictwo 2005, nr 45, s. 60-66
- J. Wasilewska-Dobkowska, Wyobrażenie Dalekiego Wschodu w środowisku jezuitów polskich, Toruńskie Studia o Sztuce Orientu, t. I, 2004, s. 15-30
- J. Wasilewska-Dobkowska, Poglądy Stanisława Kostki Potockiego na sztukę chińską, Zabytkoznawstwo i Konserwatorstwo t. XXXIII, 2002, nr 33, s. 29-52